# 33 Nyski Pułk Piechoty
33 Nyski pułk piechoty (33 pp) – oddział piechoty ludowego Wojska Polskiego.
Sformowany w rejonie Lublina jako 20 pułk piechoty na podstawie rozkazu nr 8 Naczelnego Dowództwa WP z 20 sierpnia 1944 w oparciu o sowiecki etat nr 04/501 pułku strzelców Gwardii. Z dniem 15 września 1944 20 pułk piechoty został przemianowany na 33 pułk piechoty. Zaprzysiężenia dokonano 27 października 1944 w Borowem koło Radzynia Podlaskiego. Jednostka otrzymała numer poczty polowej 83687. Pułk wchodził w skład 7 Łużyckiej Dywizji Piechoty z 2 Armii WP.

## Żołnierze pułku
Dowódcy pułku
- mjr Jan Ilnicki (25 sierpnia 1944 – 23 lutego 1945)
- mjr Piotr Siginiewicz (23 lutego 1945)
- ppłk Ligimewicz[5]

Odznaczeni Krzyżem Srebrnym Orderu Virtuti Militari
1. ppor. Władysław Adamczyk
2. st. fizyl. Stanisław Babiarz
3. szer. Tadeusz Chanaj
4. ppor. Karol Galar
5. st. strz. Alfred Kilar
6. szer. Edward Liwak
7. plut. Maksymilian Maczkowski
8. chor. Jerzy Pac
9. ogn. pchor. Tadeusz Stachurski
10. ogn. Piotr Szakiel
11. bomb. Bolesław Szaruga

## Skład etatowy
dowództwo i sztab
- 3 bataliony piechoty
- kompanie: dwie fizylierów, przeciwpancerna, rusznic ppanc, łączności, sanitarna, transportowa
- baterie: działek 45 mm, dział 76 mm, moździerzy 120 mm
- plutony: zwiadu konnego, zwiadu pieszego, saperów, obrony pchem, żandarmerii

## Działania bojowe
Wiosną 1945 pułk, w składzie 7 Dywizji Piechoty, wziął udział w operacji łużyckiej, a następnie w operacji praskiej.
Po sforsowaniu Nysy walczył pod Spreefurt i Lodenau, a następnie przeprawił się na działach pancernych przez rz. Neusorge, i walczył o Rietschen. Prowadził walki obronne nad rz. Schwarzer Schöps i pod Heideanger, odpierając uderzenie znacznych sił pancernych. W dalszym natarciu na zachód zdobył Klitten i osiągnął Neudorf. W operacji praskiej osiągnął Łabę w rej. Stieti.
|  |

## Okres powojenny
13 maja 1945 pułk rozpoczął marsz powrotny do kraju. Do 21 maja osiągnął rejon na północ od Legnicy. Maszerował dalej na rubież Odry. Od 10 czerwca 1945 r. miał przystąpić do pełnienia służby granicznej. Sztab pułku rozlokować się miał w m. Wieniec Zdrój (m. Bielawy).
W związku z korektą granicy państwowej, od 28 do 31 maja pułk przegrupowywał się na linię Nysy Łużyckiej i rozmieścił się w następujących miejscowościach:
- sztab 33 pp – Gozdnica
- 1 batalion – Przewoźniki
- 2 batalion – Przewóz
- 3 batalion – Sobolice

W lipcu pułk przekazał swój odcinek granicy pododdziałom 8 DP, a sam przejął inny. Sztab pułku z 2 batalionem przeniósł się do Mirska. W dniach 30–31 października 1945 pułk przekazał ochronę granicy jednostkom Wojsk Ochrony Pogranicza.
Do marca 1946 pułk stacjonował w garnizonie Wrocław, a następnie został dyslokowany do garnizonu Nysa, gdzie zajął koszary przy ulicy Grodkowskiej 44.
22 marca 1947 pułk otrzymał nazwę wyróżniającą „Nyski”.
W 1956 33 Nyski pułk piechoty został przeformowany w 33 Nyski pułk zmechanizowany i podporządkowany dowódcy 2 Warszawskiej Dywizji Zmechanizowanej.